# Kottravey Chasma
Il Kottravey Chasma è una struttura geologica della superficie di Venere.